# Stefania Casini

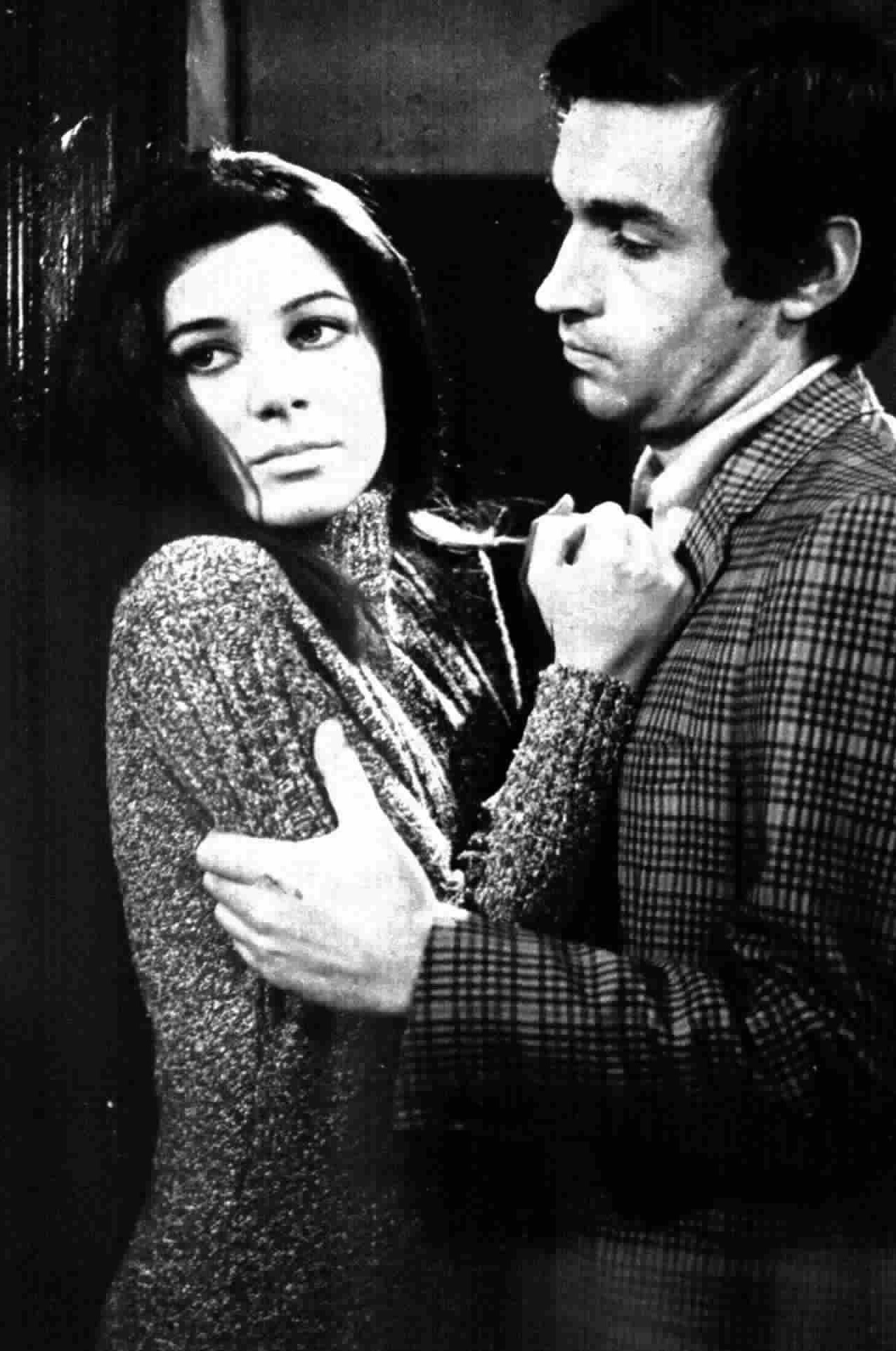
Stefania Casini și Antonello Campodifiori într-o scenă din serialele italiene

Stefania Casini (n. 4 septembrie 1948, Villa di Chiavenna, Lombardia, Italia) este o actriță, jurnalistă, regizoare și scenografă italiană. 
Printre cele mai cunoscute filme se numără Castanele sunt bune (1970), Luna di miele in tre (1976) și 1900 (film).

## Filmografie selectivă

### Actriță
- 1970 Castanele sunt bune (Le castagne sono buone), regia Pietro Germi
- 1974 Squadra volante, regia Stelvio Massi
- 1976 Luna di miele in tre, regia Carlo Vanzina
- 1976 1900 (film) (Novecento), regia Bernardo Bertolucci
- 1983 Lontano da dove, regia Stefania Casini și Francesca Marciano
- 1987 Il ventre dell'architetto (The Belly of an Architect), regia Peter Greenaway
- 1992 Maledetto il giorno che t'ho incontrato, regia Carlo Verdone

### Regie
- 1983 Lontano da dove
- 1988 Fun Jump
- 1988 I cavalieri del cross
- 1990 Vincere per vincere
- 1990 Schegge di vento
- 1997 Un paradiso di bugie
- 2012 Made in Albania – documentar